# Petr Červinka
Petr Červinka (21. února 1944 Semily – 3. března 2025) byl český herec a dlouholetý člen činohry Jihočeského divadla.

## Životopis
Narodil se 21. února 1944 v severočeském městě Semily. S rodiči se přestěhoval do Jablonce nad Nisou, kde vyrůstal. K herectví inklinoval již v dětství, kdy hrál jako loutkoherec v Naivním divadle v Liberci. Po studiích se stal členem Těšínského divadla.
Později byl členem Divadla pracujících v Mostě, Slováckého divadla a Horáckého divadla. V srpnu 1995 se stal hercem Jihočeského divadla, kde působil až do svého odchodu do důchodu.
V roce 2018 se stal nositelem Jihočeské Thálie za rozhlasové herectví. Mimo divadlo hrál epizodní role v televizních seriálech, mezi něž patří Četnické humoresky, Policie Modrava, Modrý kód nebo Dáma a Král.
Zemřel 3. března 2025 ve věku 81 let. Poslední rozloučení s ním bylo naplánováno na 10. března v českobudějovickém krematoriu.

## Filmografie

### Televize
- Letiště (2006)
- Četnické humoresky (2007)
- Cesty domů (2010)
- Kriminálka Anděl (2011) – 1. díl
- Policie Modrava (2015) – 1. díl
- Mordparta (2017) – 1. díl
- Dáma a Král (2019) – 1. díl
- Modrý kód (2020) – 1. díl